# 南京地铁S3号线
南京地铁S3号线又称宁和城际轨道交通、南京至和县市域铁路，是连接江苏省南京市和安徽省马鞍山市的快速轨道交通，是属于江苏省沿江城市群城际轨道交通网的南京都市圈轨道交通网的重要线路。一期工程全部在南京市域内，是南京地铁线网的市域快线，编号为S3号线（规划时曾命名为南京地铁12号线）。一期工程线路全长36.22公里，设19座车站。线路东起位于雨花台区的南京南站，经大胜关长江大桥过江，西至江北浦口区桥林的高家冲站。一期工程于2017年12月6日正式开通运营。二期工程于2021年6月列入长江三角洲地区多层次轨道交通规划远期布局项目。南京地铁S3号线线路标识色为 Pantone 681C 。

## 历史
2012年，宁和城际一期工程获得国家发改委批准建设，2012年12月27日河西试验段开始施工，2014年5月城南段开工，2014年9月江北段开工。一期工程于2017年底建成，并于2017年12月6日开通试运营。根据远期规划，二期工程未来将从一期工程底站高家冲站延伸至巢马城际铁路郑蒲港站，西梁山和马鞍山市区以及芜湖鸠江区和江北集中区，二期全长51.76公里，2020年南京都市圈会议提出推进宁和城际二期。2020年紫东地区规划发布，南京地铁S3号线远期将延伸紫东地区。2020年，宁和城际二期正式列入安徽省实施长江三角洲区域一体化行动计划。

## 线路概况
宁和城际一期线路全长36.26km，其中高架线21.405km，地下线14.13km，地面线0.425km，敞开段0.3km；共设19座车站，其中地下站10座，高架站8座，地面站1座，平均站间距2km；工程概算总投资167.26亿元。

### 线路数据
- 营运里程：南京南站 - 高家冲：36.26km
- 站数：19
- 轨距：1435mm
- 动力电源：1500V接触网供电
- 双线区间：全线
- 电气化区间：全线
- 地下区间：南京南站 - 高庙路站南
- 地面区间：高庙路站南 - 刘村站北
- 高架区间：刘村站北 - 高家冲站
- 最长区间：刘村 - 马骡圩

### 车站信息
| 首班车                             | 末班车 | 首班车 | 末班车 （周日至周四） | 末班车 （周五至周六）                         | 末班车 （周日至周四） |      |       |      |       |       |       |
| 仙林站（东延规划）                 | 36.3   | -      |                       | █ 8号线一期规划 仙林站                        | 地下                  |      |       |      |       |       |       |
| 南京南站                           | 0      | -      | 南京南站 北广场       | █ 1号线 █ 3号线 █ 6号线在建 █ S1号线 南京南站 | 地下二层 一岛两侧     | 6:49 | 22:49 | 6:00 | 22:00 | 23:00 | 23:00 |
| 景明佳园                           | 1.963  | 1.963  | 花神大道-龙西路       |                                               | 地下                  | 6:46 | 22:46 | 6:02 | 22:02 | 23:02 | 23:02 |
| 铁心桥                             | 3.433  | 1.470  | 龙西路-铁心桥大街     |                                               | 地下                  | 6:44 | 22:44 | 6:04 | 22:04 | 23:04 | 23:04 |
| 春江路                             | 4.940  | 1.507  | 春江路-西春路         |                                               | 地下                  | 6:41 | 22:41 | 6:07 | 22:07 | 23:07 | 23:07 |
| 贾西                               | 6.386  | 1.446  | 华新路-纵六路         |                                               | 地下                  | 6:39 | 22:39 | 6:09 | 22:09 | 23:09 | 23:09 |
| 油坊桥                             | 7.994  | 1.608  | 莲花路-友谊路         | █ 2号线 █ 8号线规划                           | 地下                  | 6:37 | 22:37 | 6:12 | 22:12 | 23:12 | 23:12 |
| 永初路                             | 9.181  | 1.187  | 友谊路-中和街         | █ 7号线                                       | 地下                  | 6:34 | 22:34 | 6:14 | 22:14 | 23:14 | 23:14 |
| 平良大街                           | 10.335 | 1.154  | 江东南路-平良大街     | 河西有轨电车                                  | 地下                  | 6:33 | 22:33 | 6:16 | 22:16 | 23:16 | 23:16 |
| 吴侯街                             | 11.284 | 0.949  | 江东南路-青莲街       | 河西有轨电车                                  | 地下                  | 6:31 | 22:31 | 6:17 | 22:17 | 23:17 | 23:17 |
| 高庙路                             | 12.321 | 1.037  | 淮河路-高庙路         |                                               | 地下                  | 6:29 | 22:29 | 6:19 | 22:19 | 23:19 | 23:19 |
| 天保                               | 14.328 | 2.007  | 龙藏大道-天保路       |                                               | 地面                  | 6:26 | 22:26 | 6:22 | 22:22 | 23:22 | 23:22 |
| 刘村                               | 15.853 | 1.525  | 龙藏大道-绕城公路     | █ 9号线在建                                   | 高架三层岛式          | 6:23 | 22:23 | 6:25 | 22:25 | 23:25 | 23:25 |
| 马骡圩                             | 25.697 | 9.844  | 马骡圩村              | █ 11号线在建                                  | 高架                  | 6:14 | 22:14 | 6:34 | 22:34 | 23:34 | ——    |
| 兰花塘                             | 27.796 | 2.099  | 丰子河路-双峰路       |                                               | 高架三层岛式          | 6:11 | 22:11 | 6:37 | 22:37 | 23:37 | ——    |
| 双垅                               | 29.120 | 1.324  | 丰子河路-步月路       |                                               | 高架三层岛式          | 6:09 | 22:09 | 6:39 | 22:39 | 23:39 | ——    |
| 石碛河                             | 30.591 | 1.471  | 丰子河路-经一路       |                                               | 高架三层岛式          | 6:07 | 22:07 | 6:41 | 22:41 | 23:41 | ——    |
| 桥林新城                           | 31.941 | 1.350  | 丰子河路-经二路       |                                               | 高架三层岛式          | 6:05 | 22:05 | 6:43 | 22:43 | 23:43 | ——    |
| 林山                               | 33.939 | 1.998  | 丰子河路-经六路       |                                               | 高架三层岛式          | 6:02 | 22:02 | 6:46 | 22:46 | 23:46 | ——    |
| 高家冲                             | 35.651 | 1.712  | 丰子河路-经七路       |                                               | 高架二层岛式          | 6:00 | 22:00 | 6:49 | 22:49 | 23:49 | ——    |
| 宁和城际轨道交通S3号线车站（规划） |        |        |                       |                                               |                       |      |       |      |       |       |       |
| 乌江镇                             |        |        |                       |                                               |                       |      |       |      |       |       |       |
| 宋桥村                             |        |        |                       |                                               |                       |      |       |      |       |       |       |
| 兴业路                             |        |        |                       |                                               |                       |      |       |      |       |       |       |
| 和县                               |        |        |                       | 马含线（规划）                                |                       |      |       |      |       |       |       |
| 历阳镇                             |        |        |                       |                                               |                       |      |       |      |       |       |       |
| 综合保税区                         |        |        |                       |                                               |                       |      |       |      |       |       |       |
| 镇淮路                             |        |        |                       |                                               |                       |      |       |      |       |       |       |
| 郑蒲港站                           |        |        |                       | 马郑线（规划）                                |                       |      |       |      |       |       |       |
| 西梁山                             |        |        |                       |                                               |                       |      |       |      |       |       |       |

## 设计
南京地铁S3号线装修风格为“绿动金陵”，以植物的茎、叶生长脉络为设计元素，体现绿色生态、自然的价值理念。

主要的车站（如永初路站、平良大街站、吴侯街站、油坊桥站、天保站）设计上通过菱形、六边形、三角形等线条LED灯带以及不同色彩塑造不同的立体空间，而标准车站的装修则采用模块化标准化设计的同时又通过缤纷的色彩来增强每座车站的识别性。

## 大事记

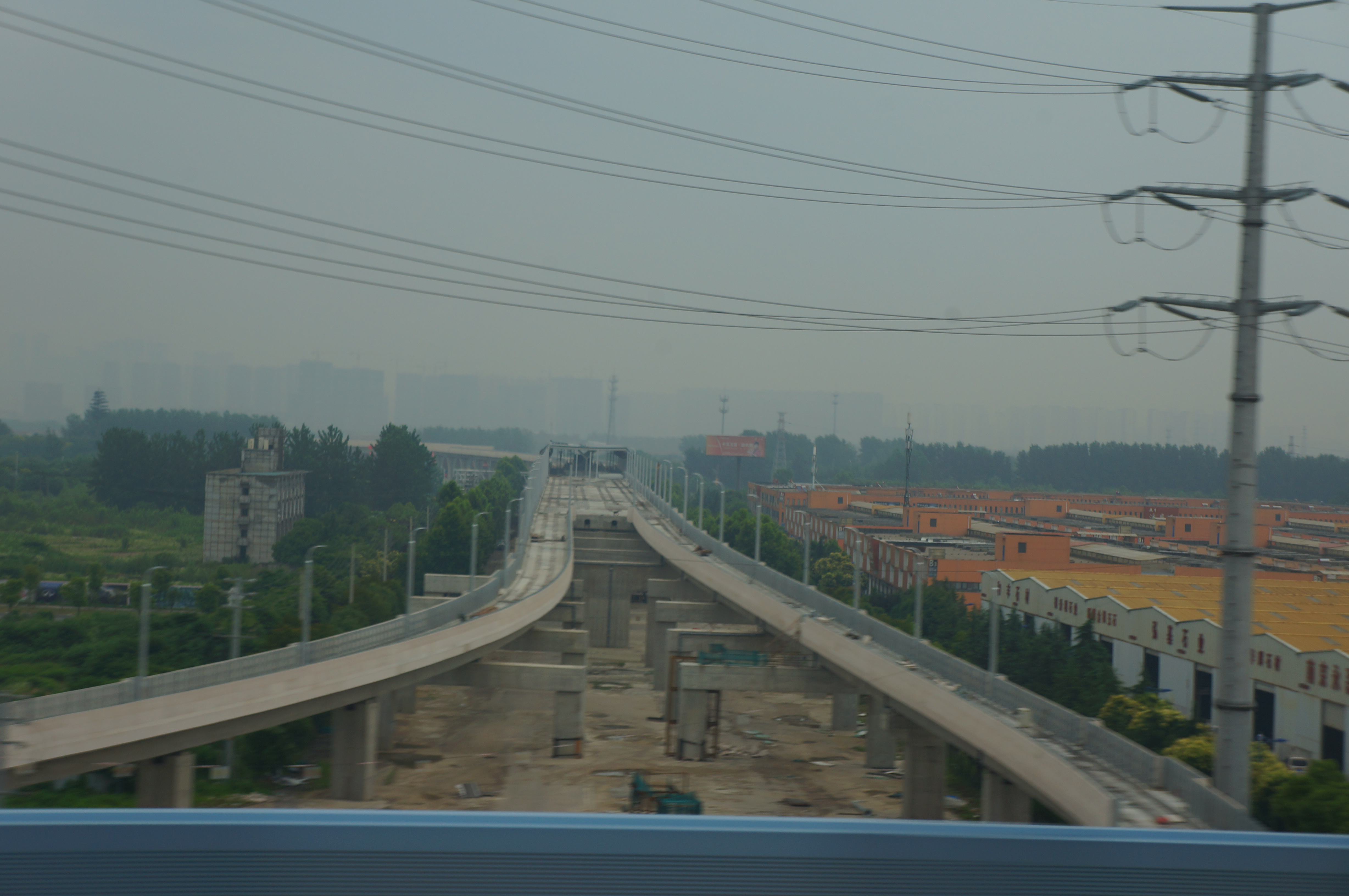
2016年6月建设中的宁和城际轨道交通

- 2010年3月12日，南京地铁公司发布南京地铁12号线工程可行性研究报告编制及设计总体-总包管理招标项目资格预审公告，12号线前期准备工作启动。
- 2011年10月27日，南京地铁12号线更名宁和城际一期工程，环境影响评价第一次公示。[20]
- 2012年4月25日，国家发改委批复《江苏省沿江城市轨道交通网规划（2012-2020）》，核准在2012年至2015年开工建设包括南京—和县线（南京南站—黄里段）在内的多条线路，由江苏省负责组织实施。
- 2012年12月27日，宁和城际一期工程河西试验段搅拌桩施工，工程进入实施阶段。
- 2013年8月2日，江苏省环保厅对宁和城际一期工程环评进行批复。
- 2013年9月，宁和城际轨道交通一期工程调整补充环境影响评价第一次公示。
- 2013年10月，宁和城际轨道交通一期工程调整（林东站（不含）至黄里站的两站两区间、桥林车辆段及出入段线部分）环境影响评价第二次公示。
- 2014年1月2日，首条盾构隧道（天河路站—新梗街站隧道区间左线盾构）贯通。
- 2014年1月7日至10日，宁和城际轨道交通一期工程初步设计通过中铁第四勘察设计院集团有限公司组织的专家审查。
- 2014年4月，江北段全线开始拆迁。
- 2014年4月29日,宁和城际河西试验段中和街站主体结构封顶。至此，河西试验段全部地下车站（黄河路站、天河路站、新梗街站、中和街站）均完成主体结构施工。
- 2014年5月，城南段南京南站开始风井施工，城南段其余站点征地拆迁和施工准备工作正在推进。
- 2014年5月20日，江苏省发改委批复宁和城际轨道交通一期工程初步设计，批示工程的建设工期为四年半。
- 2014年5月22日，城南段铁心桥站开始围护结构施工。
- 2014年9月，城南段车站（景明佳园站、铁心桥站、春江新城站、华新路站、汪家村站）全面开工，正在进行围护结构施工。江北段朱石路站、步月路站、林东站开工。
- 2014年10月10日，江北段站点全部开始施工，宁和城际一期进入全面开工阶段。
- 2015年1月，河西段4站4区间（中和街站—黄河路站—天河路站—新梗街站—2号盾构井）全线贯通。
- 2015年4月24日，江北段完成首跨现浇箱梁，江北段上部结构施工正式开始。
- 2015年4月30日，地铁S3号线中间风井实现封顶，标志着地铁S3号线城南段关键线路上的关键节点取得了突破性的进展。
- 2015年5月6日，地铁S3号线江北段浇筑首跨箱梁，中国中铁四局地铁S3号线12标段成功浇筑首跨简支箱梁，正式开始了大规模现浇简支箱梁。
- 2015年7月27日上午8时，地铁S3号线TA03标铁春区间左线盾构顺利始发，地铁S3号线城南段盾构施工正式开工，所有12台盾构将在年内全部始发。
- 2015年7月28日9时28分，中铁一局城轨公司承建的南京地铁S3号线一期工程TA07标项目部，首台盾构机在油坊桥-永初路站区间工地顺利始发。
- 2015年8月28日9点28分，继7月油～永盾构区间首次始发一个月后，地铁S3号线七标贾～油区间盾构再次始发。
- 2015年10月28日，在经过为期一年的紧张施工后，随着最后一块顶板浇筑完成，地铁S3号线华新路站成功封顶。
- 2015年10月31日，地铁S3号线TA03标春江路站实现车站主体结构封顶。
- 2015年11月16日，地铁S3号线TA12标段黄里车站桥上，现浇连续梁混凝土现浇完成。此次完成现浇的连续梁位于黄里车站往大里程方向接壤，由一联四跨每跨四格组成，长144米，宽18.8米，需现浇混凝土2600方，是地铁S3号线一期工程全线最大的连续梁。
- 2015年11月30日，地铁S3号线一期工程华新路—油坊桥区间左线盾构顺利始发，标志着地铁S3号线城南段12条盾构区间施工全面展开。华—油区间左线总长1327.364米，是宁和城际单线最长区间，也是环境风险点最多的区间，先后下穿华新路、龙西路、宁芜铁路、205国道、南河和地铁2号线折返线，并多次侧穿、下穿多层或高层住宅楼。
- 2015年12月15日，地铁S3号线一期土建工程NH-TA12标完成两站两区间（含林东站至经六路站区间、经六路站、经六路站至黄里站区间、黄里站，全长3.7公里）土建主体结构施工，比原计划提前46天完成目标任务。除此之外，江北其余标段也将于近期完成土建主体结构施工。
- 2015年12月16日，江北高架段TA12标桥林新城站最后一模混凝土顺利浇筑完成，地铁S3号线一期江北段桥林区间、林高区间、林山站、高家冲站两站两高架区间实现贯通，该贯通区间线长3.7KM。
- 2015年12月18日，地铁S3号线一期系统安装工程正式开工。此次弱电工程开工，标志着地铁S3号线一期工程安装正式进入施工阶段。
- 2016年1月6日，地铁S3号线一期中间风井至控制中心618米长单洞单线矿山法隧道右线顺利贯通，同时南京南站至控制中心单洞双线二衬混凝土也于今日开始浇筑。
- 2016年3月10日，地铁S3号线一期江北段自首站朱石路站至终点站黄里车站连续梁主体结构已经贯通，桥林车辆段目前正在进行综合楼等单体工程的主体结构施工，预计2016年5月底基本施工完成。
- 2016年3月18日，城轨公司地铁S3号线一期TA07标油-中区间左线顺利贯通，至此宁和城际TA07标已平稳顺利完成油中区间双线接收节点。
- 2016年8月19日，江南隧道段贯通。自此，一期工程19座车站已全部完成主体结构施工。[21]
- 2017年8月13日，地铁S3号线一期工程开始不载客试运行。[22]
- 2017年12月6日，地铁S3号线一期工程开始载客试运营。宁和城际开通初期运营服务时间为：南京南站至刘村站区段6:00-23:00，马骡圩站至高家冲站区段6:00-22:00，将采用大、小交路混跑的运行模式。大交路从南京南站至高家冲站，单趟运营时间约50分钟，小交路从南京南站至刘村站，单趟运营时间约26分钟。行车间隔方面，宁和城际一期工程开通初期上线列车11备2。南京南站至刘村站区段行车间隔8分钟，马骡圩站至高家冲站区段行车间隔24分钟。
- 2019年，巢马城际环评发布，宁和二期将延伸至郑蒲港站，西梁山以及马鞍山市区。[23]
- 2020年，宁和城际二期正式列入安徽省实施长江三角洲区域一体化行动计划。[14]同年，紫东地区规划发布，南京地铁S3号线计划延伸到紫东地区。[13]